# Roman Geike
Roman Geike (* 16. November 1977 in Ost-Berlin) ist ein deutscher Sänger und Rapper. Er tritt vor allem unter seinem Künstlernamen Romano auf, bedient sich aber auch anderer Pseudonyme wie MC Ramon, Cornerboy, Left Coast und Dayton the Fox.

## Leben
Roman Geike wurde im Ost-Berliner Stadtbezirk Köpenick geboren. Musikalisch wurde er früh durch die Rik De Lisle Show auf Radio RIAS 2 geprägt. Mit 15 Jahren schrieb er seine ersten Rap-Texte. Er absolvierte eine Ausbildung zum Mediengestalter. Während eines Winterurlaubs in Tschechien lernte er zwei Musiker der Band Maladment kennen, deren Sänger er kurz darauf wurde. Trotz eines Plattenvertrages mit BMG ging er bald wieder eigene Wege.
Er wandte sich dem Drum and Bass zu und wurde Mitglied der Hightekcrew. Im Jahr 2003 lernte Geike den Techno-Produzenten Jan Driver kennen, mit dem er 2004 die Single Ladies Want It aufnahm. Im folgenden Jahr wandte er sich unter dem Pseudonym Romano jedoch dem Schlager zu. Später steuerte er den Gesang für Stücke von Bolt, Siriusmo und Oliver Koletzki bei. Gemeinsam mit Jan Driver produzierte er 2009 unter dem Pseudonym Romano das Album Blumen für dich, das auf dem Label Wellenschlag Schallplatten erschien. 2013 trat Geike im Musikvideo Itchy/Cornerboy von Siriusmo auf.
2015 veröffentlichte er unter dem Pseudonym Romano die gemeinsam mit Jakob Grunert und Moritz Friedrich geschriebene Single Metalkutte. Am 11. September 2015 erschien das Romano-Album Jenseits von Köpenick, am 8. September 2017 das Album Copyshop.
2016 spielte er im Film Wir sind die Rosinskis die Rolle des kriminellen Marek.
Seit 2018 ist er bei dem Berliner Radiosender Fritz auch als Moderator tätig, wo er in der Sendung Blue Moon seine eigene Rubrik („Bei Anruf Romano“) hat.
Am 31. Januar 2021 war er in der Sendung Die Tuning Profis auf Nitro zu sehen.
Mit Vulkano Romano wendet er sich 2023 wieder dem Schlager zu.
2024 veröffentlichte Romano den Song  „S-Bahn fahr’n“  zum hundertjährigen Bestehen der Berliner S-Bahn.

## Diskografie (Auswahl)

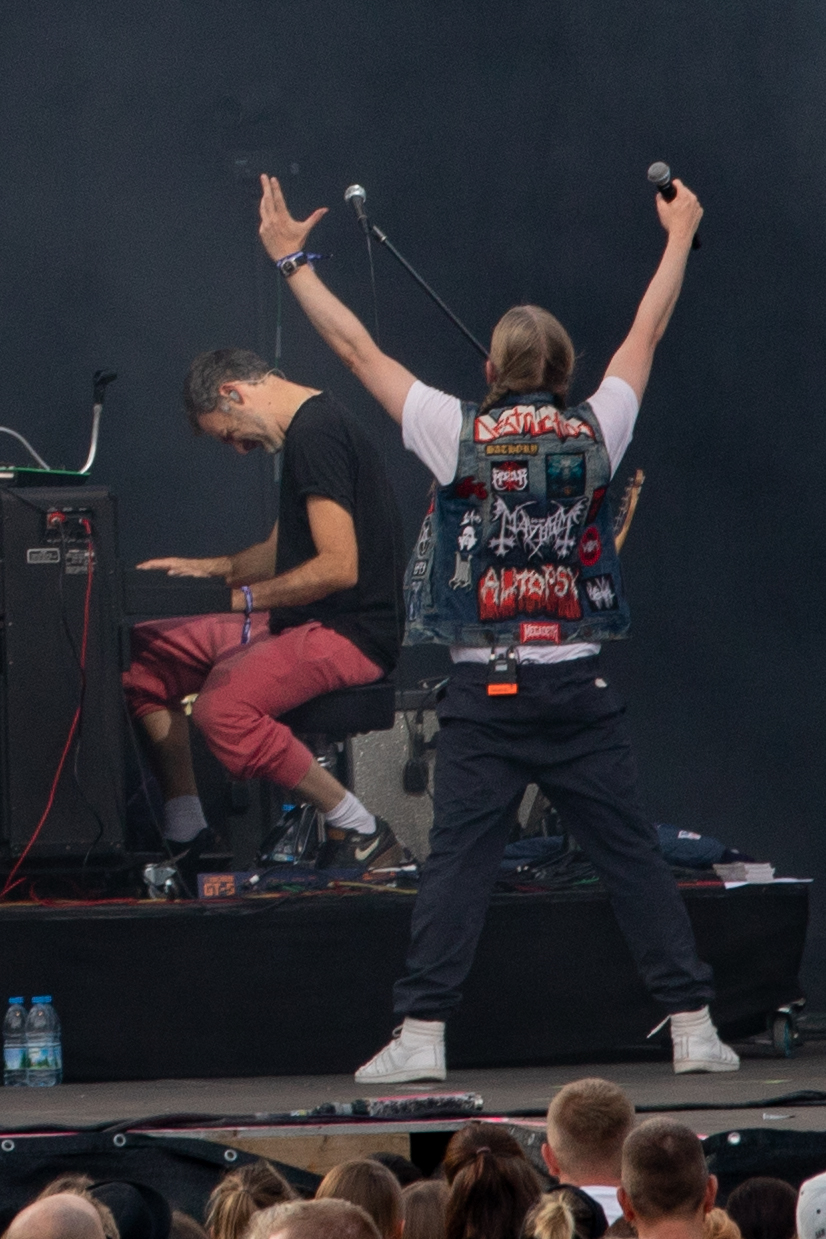
Romano in seiner Kutte bei den Fritz DeutschPoeten 2018

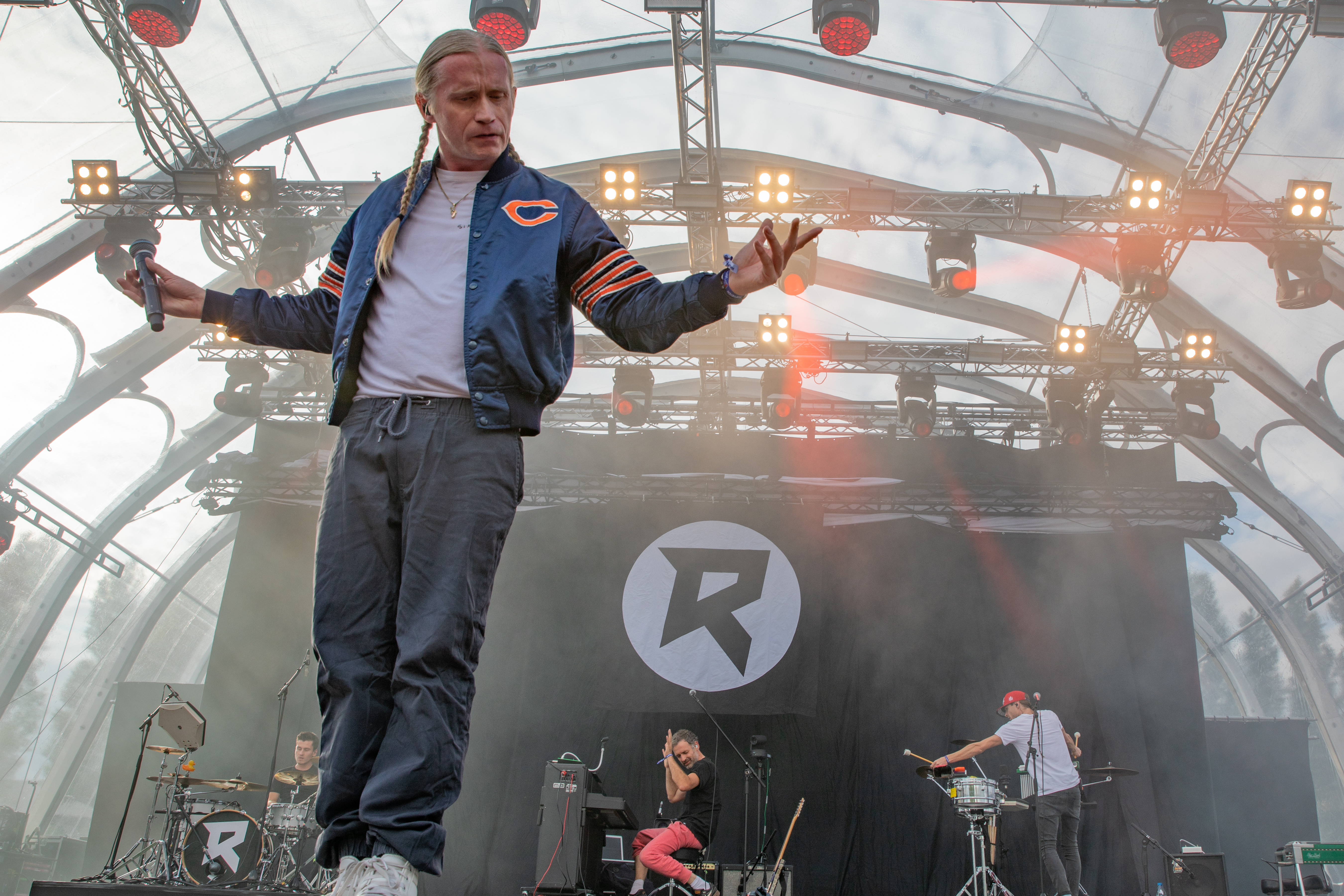
Romano und Band bei den Fritz DeutschPoeten 2018

- 1999: Maladment – Babe (Maxi, Turbo Beat)[9]
- 1999: Maladment – Extended Power (Maxi, Promo, Turbo Beat / BMG)[10]
- 2003: Young Ax feat. MC Ramon / Young Ax – Confused / Slick (Santorin)
- 2004: Drivers Seed feat. MC Ramon – You Don’t Really Matter (Anymore) (Grand Petrol Recordings)
- 2004: Jan Driver & Dayton – Ladies Want It (Grand Petrol Recordings)
- 2004: Bolt – Here We Cum (Grand Petrol Recordings)
- 2009: Romano – Blumen für dich (Wellenschlag Schallplatten)
- 2015: Romano – Metalkutte (Virgin Records)
- 2015: Romano – Jenseits von Köpenick (Virgin Records)
- 2017: Romano – Copyshop (Universal Music)
- 2023: Romano – Vulkano Romano (Nonstop Pop)